# Universidad de Aviñón
La Universidad de Aviñón (Oficialmente Université d'Avignon et des Pays de Vaucluse) es una universidad francesa, con sede en Aviñón (Vaucluse). Esta universidad autónoma es una de las más pequeñas de Francia ya que únicamente tiene capacidad para aproximadamente 7200 estudiantes de todos los niveles de formación. Además, alberga también una docena de laboratorios de investigación.

## Historia

### Antecedentes
Fue fundada por el Papa Bonifacio VIII el 2 de julio de 1303 para competir con la Sorbona debido en parte a que esta última estaba demasiado influenciada por el poder de la corona gala. En ese momento ya existían varias escuelas que se federaron en cuatro facultades para desarrollar la universidad a través de las becas directas otorgadas por el papado romano. El 5 de mayo del mismo año, el rey Carlos II otorgó inmunidad a los estudios sitos en Aviñón.
Esta es una de las facultades más antiguas de Francia, que tuvo su punto álgido con la presencia del Papa de Aviñón. En esos momentos rivalizaba con las universidades de Montpellier y Toulouse llegando a dar cabida a más de 17.000 estudiantes. Finalmente con el regreso del poder papal a Roma, esta institución se centró en el derecho perdiendo así la dirección de prestigio encarnada por jesuitas que poseía.
Durante la Revolución Francesa, la ciudad fue anexada a Francia y la universidad anulada por el Decreto del 15 de septiembre de 1793.

### Actualidad

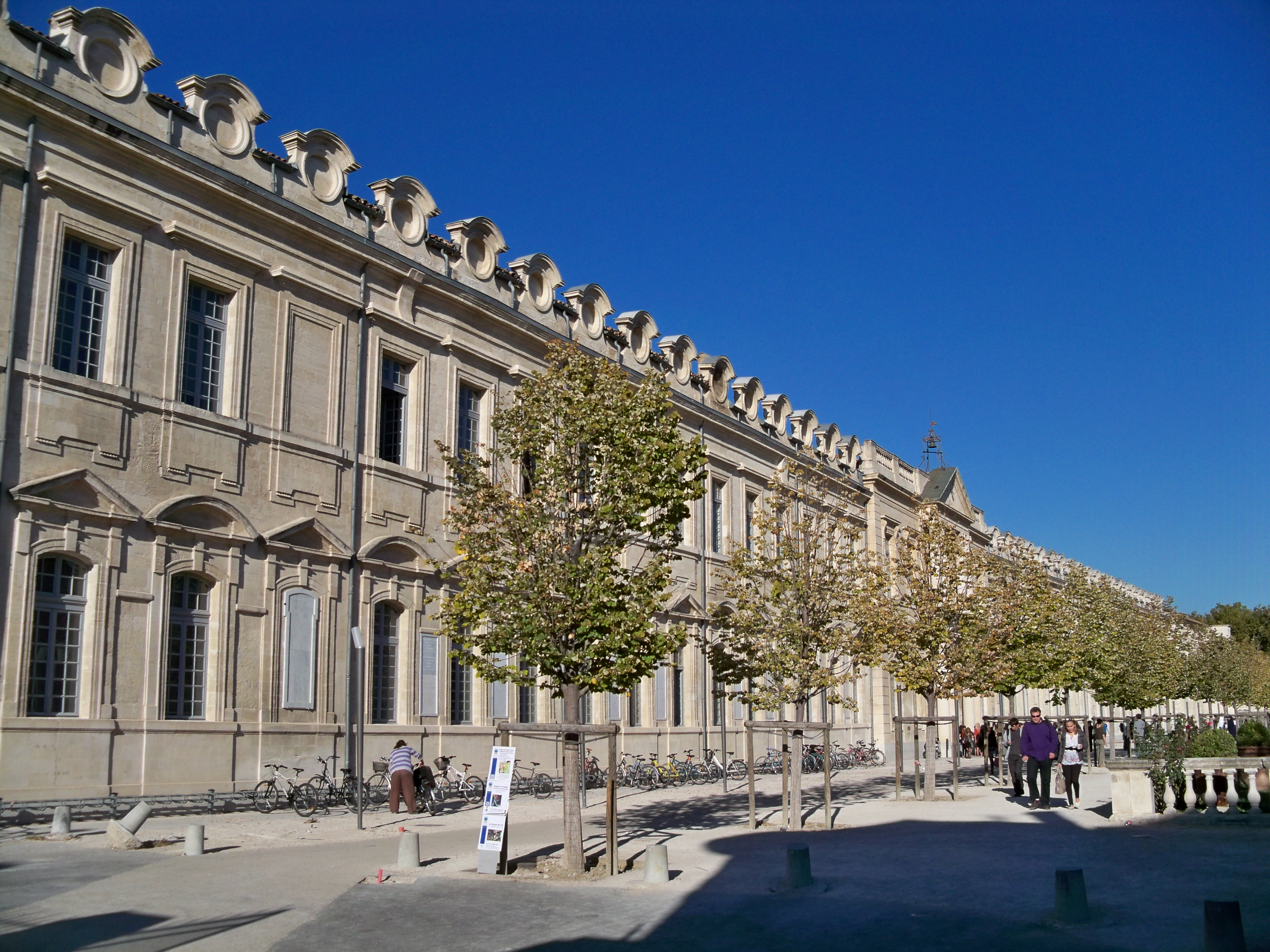
Campus de Santa Marta

Aviñón vuelve a ser un centro universitario en 1963 debido a la apertura de un centro de enseñanza superior científica, seguido al año siguiente de un centro de enseñanza superior literaria. Ambas entidades respectivamente dependían de la Facultad de las Ciencias y de la Facultad de las Letras de la Universidad de Provenza.
En 1972 ambos departamentos fueron fusionados en un centro universitario, que se hace independiente de pleno derecho el 17 de julio de 1984 bajo el nombre de Universidad de Aviñón. Durante aquella época, en los tres tipos de estudios superiores impartidos en este centro se repartían 2.000 alumnos. Más tarde se crea también la facultad de derecho, a la que seguirán un Instituto Universitario de Tecnología en 1990 y un Instituto Universitario Profesional en 1994.
Para evitar la dispersión de los estudiantes en los diferentes lugares donde se situaban los centros universitarios y dinamizar el centro de la ciudad, durante 1997 se remodeló el antiguo hospital de Santa Marta transformándose en un campus capaz de acoger todas las instalaciones en un único emplazamiento.

## Componentes

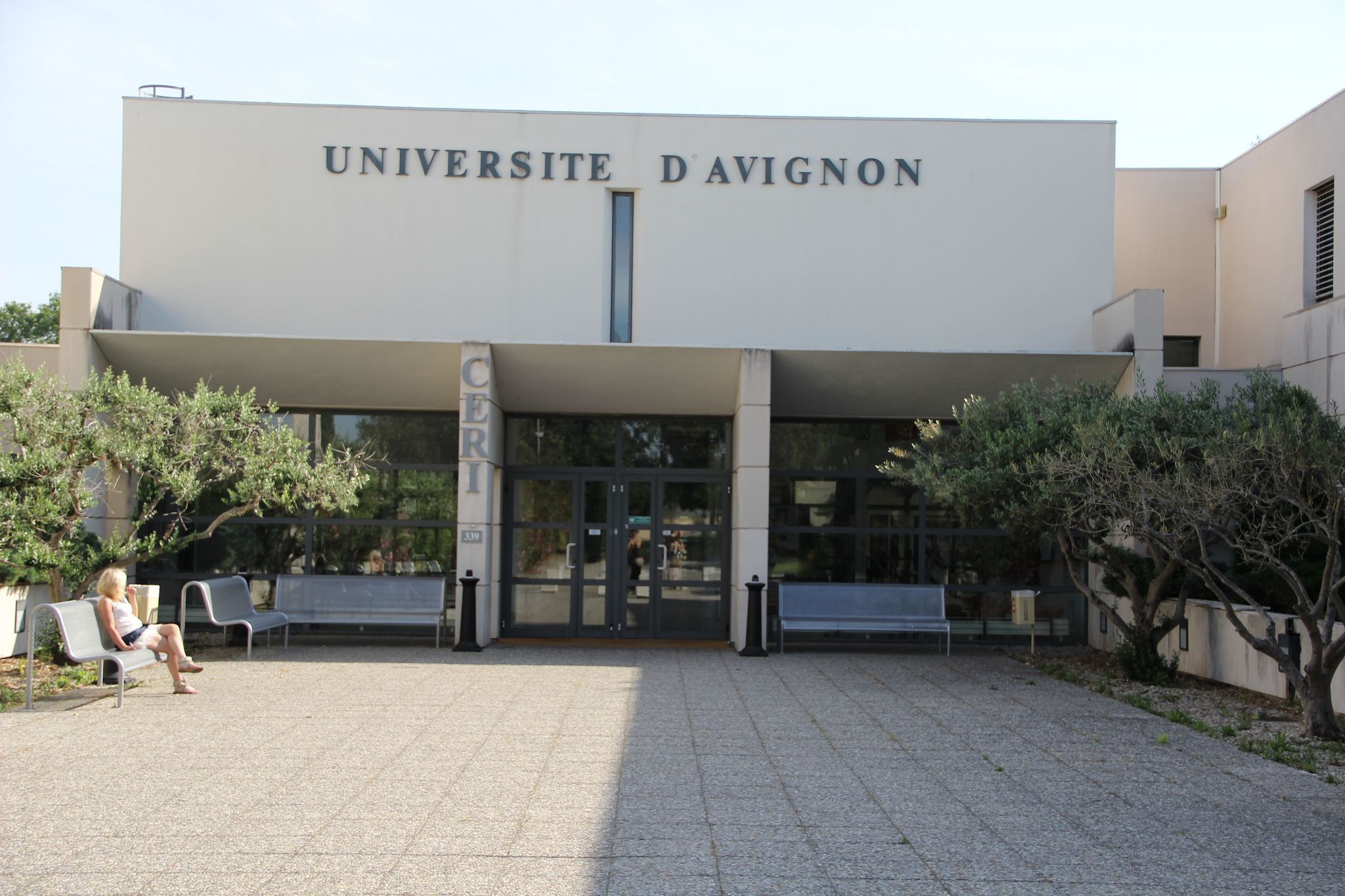
Una de las facultades de la Universidad de Aviñón

La universidad se compone de las siguientes facultades o unidades de formación e investigación:
- Facultad de Humanidades y Ciencias Sociales formada por los departamentos de Geografía e Historia incluyendo también los de Información y Comunicación.
- Facultad de Artes, Literatura e Idiomas que consiste en los departamentos de Lenguas Extranjeras Aplicadas, Literatura, Lenguas Modernas y Filología.
- Facultad de Ciencia, Tecnología y Salud que incluye los departamentos de Informática, Física/Química, Ciencias Naturales, Matemáticas y Ciencia y Tecnología en Deportes y Actividades Físicas.
- Facultad de Derecho, Economía y Administración formada por los departamentos de Administración Económica y Social y Derecho.

Además de estas cuatro unidades de formación e investigación, esta universidad también incluye dos institutos de formación superior denoninados Instituto Unversitario de Tecnología (IUT) en el que se imparten entre otras materias Técnicas de Marketing e Ingeniería Biológica y Estadística y el Centro para Enseñanza y la Investigación en Informática (CERI) donde se enseñan Licenciaturas, Maestrías y Doctorados en Informática.

## Investigación
Cabe destacar asimismo que la UAPV dispone de varios laboratorios e institutos de investigación conocidos mundialmente, en los que tienen cabida diferentes campos:
| - Laboratorio de Fisiología de frutas y verduras (EA 4279) - Laboratorio de Análisis no lineal y Geometría (EA 2151) - Laboratorio de Propiedad, Normas y Contratos (EA 3788) - Laboratorio de Cultura y Comunicación (EA 3151) - Laboratorio de Química Bioorgánica y Molecular (EA 932) - Laboratorio de Hidrogeología (EA 2665) - Laboratorio de Textos, Cultura y Teatro EA 4277 - Laboratorio Informático de Aviñón (EA 931) | - Instituto Mediterráneo de Ecología y Paleocología - Gestión de Laboratorio y Negocios Internacionales - Fisiopatología de las adaptaciones cardiovasculares al ejercicio (EA 2426) - Dependencia de Investigaciones Climáticas y del Terreno - Historia del Laboratorio de Aviñón (EA 3152) - Unidad Común de Investigación (EA 408) - Unidad Mixta de Investigación (CNRS 7300) - Invertebrados y Ecología (UMR 406) |

Recinto amurallado del campus principal de la universidad.